# پزشکی هوافضا

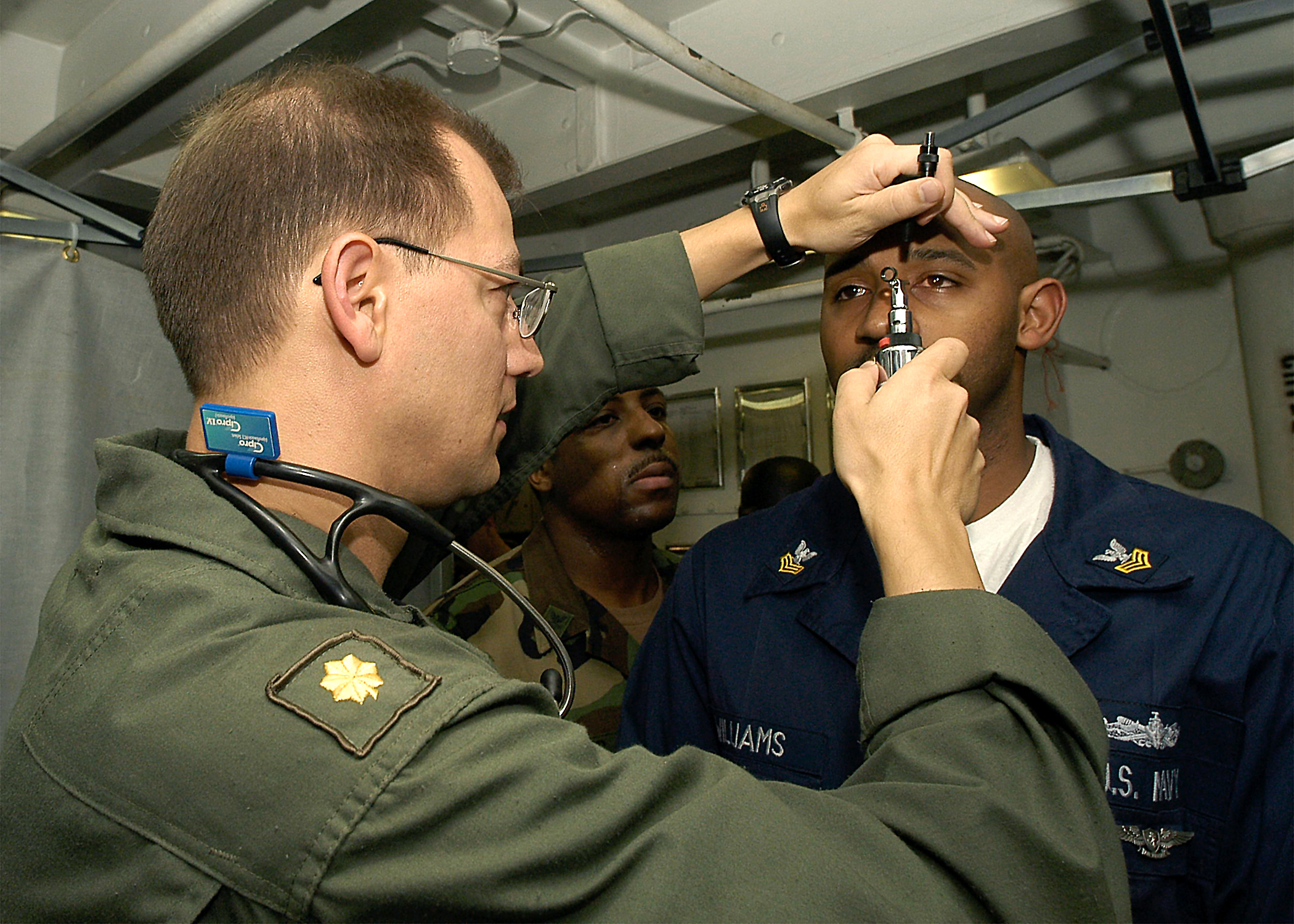
یک جراح پرواز نیروی دریایی آمریکا در حال معاینه یک بیمار

پزشکی هوافضا (به انگلیسی: Aerospace Medicine) یا پزشکی هوانوردی یکی از تخصص‌های پزشکی است که دانش آموختگان پس از طی این دوره، توان پیشگیری، تشخیص، درمان و مراقبت از کارکنان شاغل در شرایط غیرمتعارف هوا و فضا و محیط‌های خاص نظیر سایت‌های راداری، سایت‌های موشکی، فرودگاه‌ها، برج‌های مراقبت و سایت‌های فضایی و کارکنان قسمت‌های مربوط به تعمیر و نگهداری و صنایع وابسته آن و مسافران خطوط هوایی و نظایر آن را دارا هستند و در ارتقای سلامت پرواز نقش حرفه‌ای ایفا می‌نمایند.

## تاریخچه
در آمریکا، انجمن پزشکی آمریکا این رشته را در سال ۱۹۵۴ به رسمیت شناخت. در حال حاضر، آموزش این تخصص در پنج دانشگاه آمریکا در سطح بورد تخصصی، فلوشیپ و MPH در حال انجام است. در سطح بورد تخصصی بصورت تخصص کلینیکال همراه با تخصص داخلی (دوره دستیاری ۴ ساله فشرده) یا بورد تخصصی پزشکی پیشگیری ۹ ساله ارایه می‌گردد. دوره MPH نیز با گرایش پزشکی پیشگیری ارایه می‌شود.
آموزش این رشته در روسیه از سال ۱۹۳۹ به صورت آکادمیک در آکادمی تخصصی پزشکی روسیه شروع شده و هم‌اکنون علاوه بر آکادمی فوق، دپارتمان طب هوا و فضا در آکادمی علوم پزشکی سنت پترزبورگ و انستیتو علوم بیومدیکال آکادمی علوم روسیه در سطوح تخصص بالینی و PHD مشغول به آموزش هستند. در ضمن دپارتمان طب هوا، فضا و دریا دانشگاه علوم پزشکی شماره ۷ مسکو در سطح کارشناسی مشغول فعالیت می‌باشد.
در کشور چین بطور تخصصی دوره دستیاری در دانشگاه علوم پزشکی شماره ۴ ارتش آن کشور برگزار می‌گردد. در فرانسه دوره دستیاری در دانشکده پزشکی پاریس و دوره‌های دیگر مرتبط در مراکز آموزشی وزارت دفاع ارایه می‌گردد. در سوئد نیز در دانشگاه‌های اوپسالا و لینشوپینگ این رشته در سطح دکتری ارایه می‌شود. در انگلستان، در کالج کینگ لندن این رشته در سطوح کارشناسی ارشد و دکتری برگزار می‌گردد. دوره‌های کارشناسی و MPH نیز در نیروی هوایی انگلستان ارایه می‌شود. بورد تخصصی بالینی این رشته در هندوستان در انستیتو طب هوافضای دانشگاه علوم بهداشتی راجیو گاندی بنگلور ارائه می‌شود. این رشته در نیوزیلند و استرالیا نیز به صورت کارشناسی، کارشناسی ارشد و دکتری ارائه می‌شود.

## در ایران
نیاز به پزشک هوایی از زمان ورود هواپیما به ایران احساس گردید و با ایجاد نیروی هوایی و بعد از آن سازمان هواپیمایی کشوری این نیاز بیش از پیش احساس شد. «دکتر رکنی» از پزشکان پیشکسوت این رشته به عنوان اولین پزشک با تجربه و فارغ‌التحصیل دوره کوتاه مدت طب هوافضا از کشور فرانسه، عهده‌دار امور پزشکی هوایی گردید. نیروی هوایی از آن پس، با اعزام پزشکان جوان به آمریکا، انگلستان و فرانسه نسبت به تأمین نیازهای تخصصی خود در حوزه پزشکی هوافضا اقدام نمود. بعد از انقلاب اسلامی دوره‌های کوتاه مدت ۵ ماهه و یک‌ماهه توسط پزشکان فوق در ایران برگزار گردید. 
به منظور تأمین نیازها در این زمینه، در سال ۱۳۷۶ در چهل و ششمین نشست شورای پزشکی و تخصصی با تأسیس رشته «پزشکی هوافضا و زیرسطحی»، موافقت اصولی به عمل آمد و در سال ۱۳۷۸ به دانشگاه علوم پزشکی ارتش جمهوری اسلامی ایران، مجوز پذیرش دستیار داده شد. با فرمان رهبر جمهوری اسلامی در سال ۱۳۸۳ و با مجوز وزارت بهداشت، درمان و آموزش پزشکی، دانشگاه علوم پزشکی ارتش مأمور راه‌اندازی دانشکده طب هوافضا و زیرسطحی و پذیرش دستیار گردید. 
از سال ۱۳۸۹ اولین دوره دستیار تخصصی طب هوافضا و زیرسطحی آغاز و در سال ۱۳۹۳ اولین متخصصین تربیت‌شده فارغ‌التحصیل شدند. تا سال ۱۳۹۷ دو دوره آزمون بورد تخصصی این رشته توسط هیئت بورد تخصصی برگزار شده‌است. طول آموزش این دوره در ایران ۳ سال است.